# 城南街道 (德阳市)
城南街道，曾是中华人民共和国四川省德阳市旌阳区曾经下辖的一个街道。2019年11月25日，德阳市人民政府宣布撤销城南街道，其所属行政区域划归旌阳街道管辖。

## 行政区划
城南街道下辖以下地区：
香山巷社区、花园巷社区、荷花巷社区、蒲东社区、沙河街社区、舟山社区、桃园社区、华山南路社区、辽河街社区、南塔社区、红雨村、二重平安社区、二重岷山路社区、二重泰安社区、二重怡安社区、二重珠江西路社区和二重连山街社区。